# Курлов, Аркадий Никанорович
Аркадий Никанорович Курлов (1829—1888) — генерал-лейтенант, герой русско-турецкой войны 1877—1878 годов

## Биография
Родился в 1829 году, сын генерал-майора флота Никанора Васильевича Курлова, происходил из дворян Курской губернии. Образование получил в частном учебном заведении. В военную службу вступил юнкером в 1845 году в 12-й флотский экипаж Балтийского флота и 23 марта 1847 года был произведён в мичманы.
Однако на флоте прослужил недолго и в 1849 году был переведён поручиком в Несвижский карабинерный полк, а вскоре перешёл в лейб-гвардии Волынский полк. После Крымской войны Курлов был командирован на Кавказ в Кабардинский пехотный полк и принимал участие в походах против горцев, за отличие был произведён в капитаны. В 1861 году награждён орденом Святой Анны 3-й степени.
В 1863 году Курлов был произведён в подполковники и назначен командиром Тамбовского батальона внутренней стражи, вскоре он вернулся в лейб-гвардии Волынский полк а затем был назначен исправляющим должность младшего штаб-офицера в лейб-гвардии Литовском полку.
Произведённый в 1865 году в полковники, Курлов в 1868 году получил в командование Малороссийский гренадерский полк. В эти годы он был награждён орденами Святого Станислава 2-й степени (1864 год, императорская корона к этому ордену пожалована в 1866 году) и Святой Анны 2-й степени (1868, императорская корона к этому ордену пожалована в 1871 году).
После начала в 1877 году русско-турецкой войны Курлов вместе с полком отправился на Балканы, 14 сентября был произведён в генерал-майоры и 24 октября был назначен командиром Санкт-Петербургского гренадерского полка. Здесь он принял участие в решающих боях под Плевной, за что 10 октября 1878 года пожалован золотой саблей с надписью «За храбрость».
Вслед за тем Курлов отличился при переходе через Балканы.
Отряд генерала Курлова, вышедший на шоссе у деревни Вратеш 13 декабря, к 5:30 утра, застал дорогу загороженную войсками авангарда. Только в 10-м часу тронулись последние войска авангарда, а вслед за ними пошёл отряд генерала Курлова.
Подъём в горы артиллерии оказался труднее, нежели предполагали. Подъём авангарда продолжался всё 13, 14 и 15 декабря по узкому ущелью. Вследствие этого, эшелону генерала Курлова пришлось провести ночь с 13 на 14 у караулки, а с 14 на 15 в версте от неё. Наконец 15-го числа, поднялся в один день эшелон Курлова, а 16-го числа, вслед за ним эшелон генерал-майора Философова. Heсмотря на то, что дорога была предварительно разработана, вследствие гололедицы, крутых подъёмов и поворотов, втаскивание орудий на людях оказалось делом крайне трудным. В полотне дороги вырубались ступепи и из ящиков вынимались снаряды, которые переносились людьми. По мер подъёма становилось всё холоднее; на самом же перевале, куда взобрались последние части эшелона Курлова лишь поздно ночью, свирепствовала метель.
На другой день начался спуск с гор первого эшелона, а в то же время оканчивал подъём эшелон генерала Философова. Спуск с гор оказался для русских 9-фунтовок ещё труднее подъёма. Три дня и три ночи продолжался спуск русских полубатарей, к которым прибавилась одна батарея с ящиками и четыре ящика другой батареи, оставленные на перевале авангардом генерала Рауха.
Только к вечеру 18 декабря был окончен спуск 3-й гвардейской пехотной дивизии (куда входил Санкт-Петербургский полк) с её артиллерией, употребившей, таким образом, шесть дней на переход из Вратеша в Чурьяк, из которых четыре дня непрерывного напряжения и движения.
При атаке ташкисенской позиции 19 декабря, колонна генерала Курлова была встречена сначала артиллерийским, а потом и ружейным огнём. Несмотря на это, она стройно подвигалась вперёд, имея впереди себя весьма густую цепь стрелков и будучи построена в несколько линий ротных колонн.
Лейб-гвардии Волынский полк повёл атаку с фронта, а Санкт-Петербургский гренадерский полк начал обходить левый фланг турок. Подготовив атаку сильным ружейным огнём, оба полка бросились в атаку.
Турки, обходимые с левого фланга, не выдержали натиска, в беспорядке отступили с первого гребня и бегом начали занимать второй гребень. Но теснимые по пятам волынцами и постоянно обходимые с левого фланга, не успели удержаться и на втором кряже и, отступая всё в большем и большем беспорядке, отдали русским войскам самую высокую гору.
Заняв ключевую позицию, около 2 часов пополудни, генерал Курлов приостановил наступление, чтобы дать войскам привести свои части в порядок. Это было весьма кстати, потому что турки, видя столь большую опасность своему пути отступления, собрали в Дольних Комарцах около 10 таборов и бросились против Санкт-Петербургского полка.
Генерал Курлов был немедленно поддержан двумя батальонами Костромского пехотного полка и прибывшим из резерва Финским стрелковым батальоном; наступление турок было остановлено и они были отброшены с чувствительным уроном.
После этого, Курлов, овладел деревней Малкочево, и так как уже вскоре должна была наступить темнота, то остановил движение своей колонны.
За эти дела 27 февраля 1878 года Курлов был награждён орденом св. Георгия 4-й степени. За другие отличия во время русско-турецкой войны он в 1878 году был пожалован орденом св. Владимира 3-й степени с мечами. Завершил он кампанию под стенами Константинополя.
24 ноября 1880 года Курлов был назначен командиром 2-й бригады 3-й гвардейской пехотной дивизии. В 1883 году награждён орденом св. Станислава 1-й степени, в 1885 году назначен командиром 1-й бригады 3-й гвардейской пехотной дивизии, в 1886 году награждён орденом Святой Анны 1-й степени. 11 марта 1887 года Курлов стал командующим 4-й пехотной дивизией, в том же году был произведён в генерал-лейтенанты с утверждением в должности начальника дивизии.
Скоропостижно скончался 2 февраля 1888 года в Варшаве и был похоронен на Вольском кладбище.
Его братья: Григорий (генерал от инфантерии), Георгий (полковник) и Александр (тайный советник). Командир Отдельного корпуса жандармов генерал-лейтенант Павел Григорьевич Курлов приходится Аркадию Никаноровичу племянником; другой его племянник, Михаил Георгиевич Курлов, был ректором Томского университета и известным врачом-терапевтом.